# Třetí vláda Kazimierze Bartela
Třetí vláda Kazimierze Bartela byla vládou Druhé Polské republiky pod vedením premiéra Kazimierze Bartela. Kabinet byl jmenován prezidentem Ignacym Mościckým 27. září 1926 po demisi druhé Bartelovy vlády, jejímž dvěma ministrům vyslovil Sejm nedůvěru. Vláda měla totožné složení jako předchozí v době demise. Kabinet ale podal demisi již tři dny po svém jmenování 30. září 1926.
Vláda na svém zasedání 30. září 1926 rozhodla o rozpuštění Sejmu, k čemuž ale potřebovala ještě souhlas prezidenta. V té době Senát požadoval po Sejmu, aby schválil rozpočtové škrty, které navrhl. Premiér informoval maršálka Sejmu Macieje Rataje, že v případě schválení škrtů předá usnesení o rozpuštění Sejmu prezidentovi. Sejm škrty schválil. Prezident ale po dohodě s Piłsudským odmítl usnesení podepsat, Bartel tedy podal demisi a na jeho místo nastoupil samotný Piłsudski. Ten po svém jmenování oznámil, že na rozdíl od svého předchůdce se "s pány ze Sejmu bavit nebude" a "nedovolí žádné fígle".

## Složení vlády
| Portfej                                    | Ministr / člen vlády    | Strana    | Nástup do úřadu | Odchod z úřadu |
| ------------------------------------------ | ----------------------- | --------- | --------------- | -------------- |
| Předseda vlády                             | Kazimierz Bartel        | nestraník | 27. září 1926   | 30. září 1926  |
| Ministr vnitra                             | Kazimierz Młodzianowski | nestraník | 27. září 1926   | 30. září 1926  |
| Ministr zahraničí                          | August Zaleski          | nestraník | 27. září 1926   | 30. září 1926  |
| Ministr vojenství                          | Józef Piłsudski         | nestraník | 27. září 1926   | 30. září 1926  |
| Ministr pokladu                            | Czesław Klarner         | nestraník | 27. září 1926   | 30. září 1926  |
| Ministr zemědělství                        | Aleksander Raczyński    | nestraník | 27. září 1926   | 30. září 1926  |
| Ministr zemědělských reforem               | Witold Staniewicz       | nestraník | 27. září 1926   | 30. září 1926  |
| Ministr průmyslu a obchodu                 | Eugeniusz Kwiatkowski   | nestraník | 27. září 1926   | 30. září 1926  |
| Ministr veřejných prací                    | Witold Broniewski       | nestraník | 27. září 1926   | 30. září 1926  |
| Ministr práce a sociální péče              | Stanisław Jurkiewicz    | nestraník | 27. září 1926   | 30. září 1926  |
| Ministr náboženství a veřejného vzdělávání | Antoni Sujkowski        | nestraník | 27. září 1926   | 30. září 1926  |
| Ministr spravedlnosti                      | Wacław Makowski         | nestraník | 27. září 1926   | 30. září 1926  |
| Ministr komunikací                         | Paweł Romocki           | nestraník | 27. září 1926   | 30. září 1926  |